# Cerina (Čazma)
Cerina is een plaats in de gemeente Čazma in de Kroatische provincie Bjelovar-Bilogora. De plaats telt 117 inwoners (2001).